# Dusun Besar
Dusun Besar is een bestuurslaag in het regentschap Bengkulu van de provincie Bengkulu, Indonesië. Dusun Besar telt 6428 inwoners (volkstelling 2010).